# Mira Trailović
Mira Trailović, en serbe cyrillique Мира Траиловић (née le 22 janvier 1924 à Kraljevo - morte le 7 août 1989 à Belgrade), était une dramaturge et, plus généralement, une femme de théâtre serbe. Elle a notamment créé l'Atelier 212, à Belgrade.

## Biographie
Mira Trailović étudia la dramaturgie à l'Académie des arts dramatiques de Belgrade. Elle en devint par la suite un des professeurs.
Le 12 novembre 1956, l'Atelier 212, à Belgrade, ouvrit ses portes, avec une représentation du Faust de Goethe dans une mise en scène de Mira Trailović. 
En 1967, avec Jovan Ćirilov, elle créa le Festival international de théâtre de Belgrade (BITEF).
Mira Trailović a également vécu à Paris et elle a travaillé au Théâtre des Nations. Elle y a reçu la Légion d'honneur. Pour honorer sa mémoire, la ville de Belgrade a donné son nom à une place dans le quartier de Dorćol, là où se trouve le Théâtre du Bitef.

## Récompense
En 1988, Mira Trailović a remporté la Statuette de Joakim Vujić décernée par le Knjaževsko-srpski teatar de Kragujevac.